# Schluchseewerk
Die Schluchseewerk AG ist der Betreiber von fünf Pumpspeicheranlagen im südlichen Schwarzwald in Baden-Württemberg. Die Hauptverwaltung ist in Laufenburg (Baden). Anteilseigner der Schluchseewerk AG sind RWE (50 %), EnBW (37,5 %), Energiedienst AG (7,5 %) und die Energiedienst Holding AG (5 %) (letztere sind Töchter der EnBW).

## Geschichte
Die Schluchseewerk AG wurde 1928 gegründet. Ihr Hauptsitz befand sich in Freiburg in der Rempartstraße 14–16. Sie baute zwischen 1929 und 1932 den Schluchsee vom Gletschersee zum Talsperrensee um.

### Notstandsarbeit
Die Arbeiten wurden zur Hälfte von den Fachkräften der beauftragten Firmen, zur anderen Hälfte von Arbeitslosen ausgeführt. 1929 gab es im Deutschen Reich zwei Millionen Arbeitslose. Deswegen war der Bau des Schluchseewerks zur „Notstandsarbeit“ erklärt worden und es mussten Arbeitslose aus ganz Deutschland eingestellt werden. Zur Spitzenzeit im Herbst 1930 zählten die Baustellen 2.800 Arbeiter. Um diese alle unterzubringen, hatten die Baufirmen zehn Barackenlager mit etwa 50 Wohn- und Schlafbaracken errichtet. Die unhaltbaren hygienischen Verhältnisse, Missachtung der Arbeitsschutzbestimmungen, Dumpinglöhne und zahlreiche schwere Unfälle wurden über den Schwarzwald hinaus bekannt und beschäftigten sogar den Landtag.
Der Bezirksarzt von St. Blasien stellte im Dezember 1929 fest: Messerstechereien unter den Arbeitern seien an der Tagesordnung und der Alkoholkonsum nehme erschreckend zu. Die Gemeinden fürchteten um ihre Sicherheit, doch an der mangelte es besonders auf den Baustellen. Bis Ende 1929 gab es 414 Unfälle. Insgesamt forderte der Bau mindestens neun Todesopfer. An der B 500 erinnert heute ein Gedenkstein an die ums Leben gekommenen Arbeiter. Die Ortskrankenkassen von Neustadt und St. Blasien, die sich anfangs über die mehr als 2000 Neumitglieder gefreut hatten, beklagten bald, dass die Beitragseinnahmen nicht mehr ausreichten, um die Leistungen zu decken.
Mitte 1931 waren die Arbeiten im Wesentlichen beendet – außer an der Schluchsee-Staumauer. Im Frühjahr 1932 traten 244 Arbeiter der Firma Grün & Bilfinger wegen Lohnkürzungen in den Streik. Nach sieben Wochen und nachdem etwa die Hälfte der Streikenden die Baustelle verlassen hatte, einigte man sich auf zwei Lohnerhöhungen. Im Winter 1932/33 waren auch die Arbeiten an der Staumauer beendet.

### Verzögerung durch Wirtschaftskrise und Krieg
Im Jahr 1931 ging das Kraftwerk Häusern ans Netz. Während sich die Arbeiten am Kraftwerk Witznau infolge der Weltwirtschaftskrise bis ins Jahre 1943 verzögerten, mussten die Arbeiten am Kraftwerk Waldshut wegen des Zweiten Weltkriegs 1944 komplett eingestellt werden. Es konnte erst 1951 (sechs Jahre nach Kriegsende) fertiggestellt werden. Bei beiden Projekten war der Ingenieur und spätere Bundesverdienstkreuzträger Erich Pfisterer beteiligt. 

### Naturschutz und Konflikt um den Einbezug der Wutach

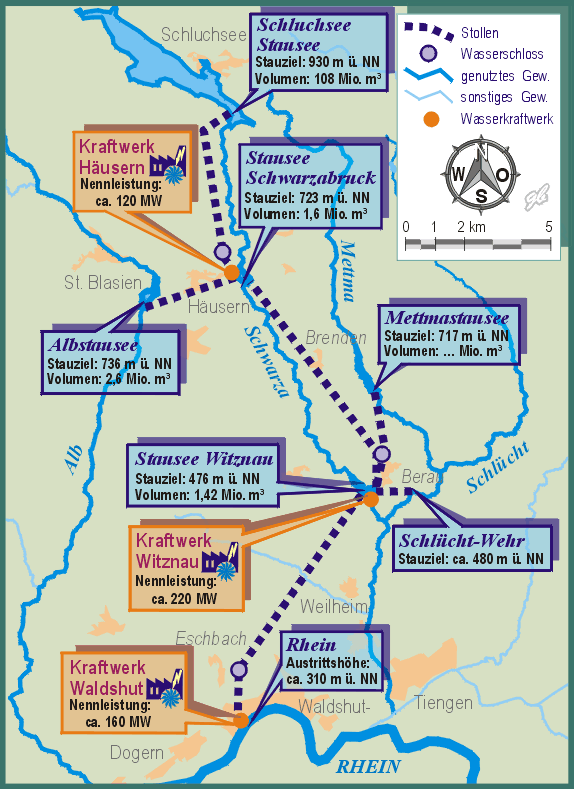
Landschaftliche Eingriffe durch den Bau des Schluchseewerks

Da zur Zeit der Planungen des Badenwerks in den 1920er Jahren Landschafts- und Naturschutz kaum eine Rolle spielten, konnten die Gewässer in den für die industrielle Nutzung günstig gelegenen Regionen ohne Einschränkungen auf technische Zwecke hin verändert werden. Der Schluchsee wurde aufgestaut und verlor seinen ursprünglichen Charakter als eiszeitlicher Gletschersee. Teile der Schluchten der Alb, der Schwarza, der Mettma und der Schlücht wurden mittels Talsperren abgeriegelt und die durch Überschwemmung entstehenden künstlichen Seen als Staubecken zu weitgehend leblosen Gewässerspeichern umfunktioniert. 

„Als das Schluchseewerk gebaut wurde, plante man, die Leistungsfähigkeit von Wutach, Haslach, Steina, Schlücht, Mettma, Schwarza und Oberlauf der Hauensteiner Alb zusammenzufassen. Der Großausbau sollte zu einer Ausbauleistung von 436 000 PS und einer durchschnittlichen Nutzleistung von 61 300 PS (nach Abzug der vorhandenen Triebwerke) führen. Andere Pläne ließen diese Absichten nicht ganz ausreifen. Man errichtete das Hotzenwaldwerk und geriet überraschend schnell in das Zeitalter des Atomstroms“

In den Plänen der Gesellschaft hatte die Wutach eine bedeutende Rolle gespielt, denn sie sammelte als Zuflüsse die meisten der genannten Wasserläufe, vor allem der Haslach. Sie „entwässert ein Areal von 1138 Quadratkilometern mit Hilfe eines Gesamtgewässernetzes von 1245,4 Kilometer.“ Die Planungen zur Wutachtalsperre lösten jedoch in der Bevölkerung schon in den 1930er Jahren massiven Widerstand aus. Es gelang dem damaligen Landesamt für Naturschutz die Wutachschlucht 1939 zum Naturschutzgebiet zu erklären und wirksamen Einspruch gegen die Planungen zu erheben.

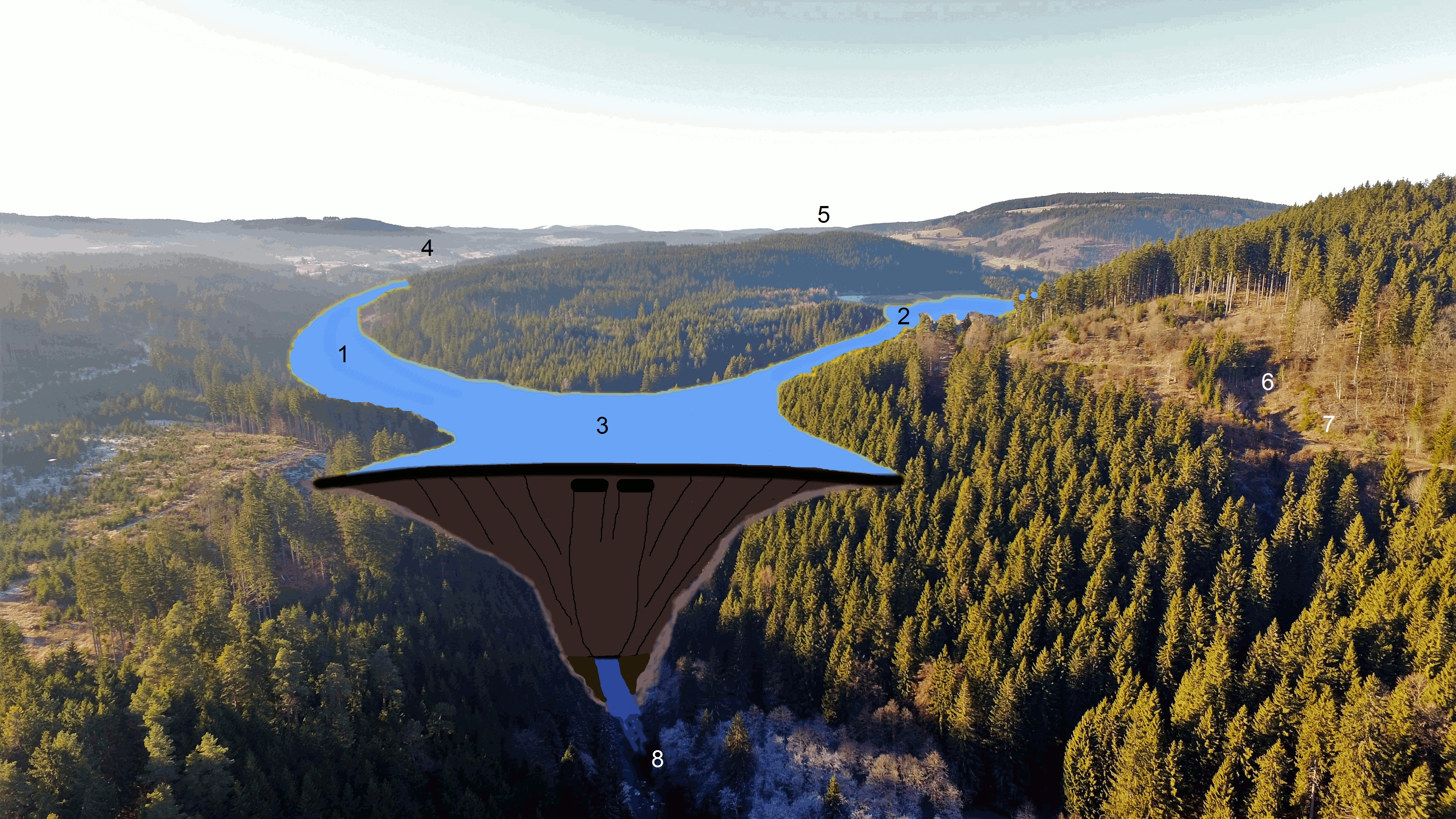
Wutachtalsperre nach Planung.

Zwar erklärte das Badische Justizministerium 1943 die Genehmigung unter Einschränkungen für rechtens, doch hatte der Zweite Weltkrieg bereits die Einstellung aller Aktivitäten bewirkt. 
Neuplanung des Einbezugs der Wutach
Nach dem Krieg zog das Landeskulturamt Freiburg am 27. Februar 1950 die Ausnahmebewilligung für die Wutachnutzung mit der Begründung wieder zurück, dass die im Krieg durch einen totalitären Staat erteilte Bewilligung sich einer erneuten Prüfung unterziehen müsse. Gegen die Entscheidung erhob die Schluchseewerk AG Klage beim Verwaltungsgericht. und nachdem die Landesregierung ein Gutachten einholte, wurde die Ausnahmebewilligung per Erlass am 6. Dezember 1950 wieder erteilt.

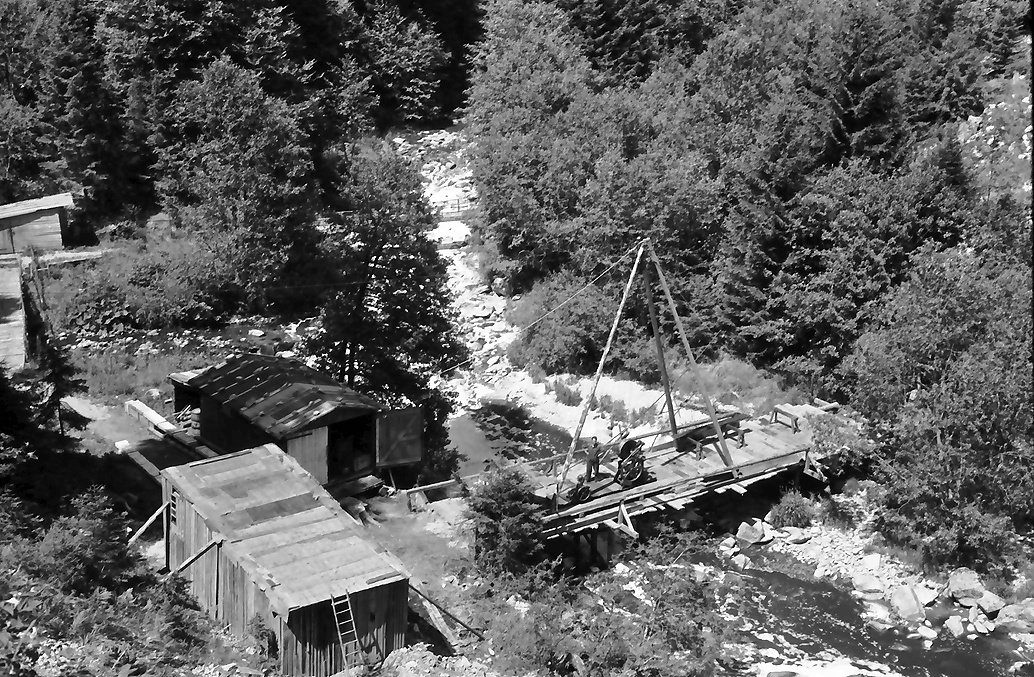
Bohrstelle im Flussbett der Wutach, nach der Haslachmündung im Gründungsraum der Staumauer 1952

### Ende der Planungen und Bewahrung der Wutach
1951 erweiterten die Schluchseewerke die Pläne zum Bau der Wutachtalsperre, die nun auch weite Teile des Naturschutzgebietes Wutach-Gauchach oberhalb der Schlucht einbezogen. Doch nun formierte sich ein breiter werdender Widerstand und mehr als ein Dutzend badischer Vereine sowie Fritz Hockenjos, Obmann der Arbeitsgemeinschaft Heimatschutz Südbaden und Erwin Sumser, ein Pionier des Naturschutzes, riefen 1953 die Aktion „Rettet die Wutachschlucht“ ins Leben. Sie sammelten 185.000 Unterschriften und forderten Gutachten unabhängiger Wissenschaftler. Der Widerstand gipfelte 1959 in einer großen Kundgebung in der Wutachschlucht. 1960 beschloss die Landesregierung unter Ministerpräsident Kurt Georg Kiesinger, die Pläne der Schluchseewerke abzuweisen, weil die Planungen auch weit über die 1943 genehmigten Pläne hinausgingen.

### Aktivitäten seit den 1960er Jahren

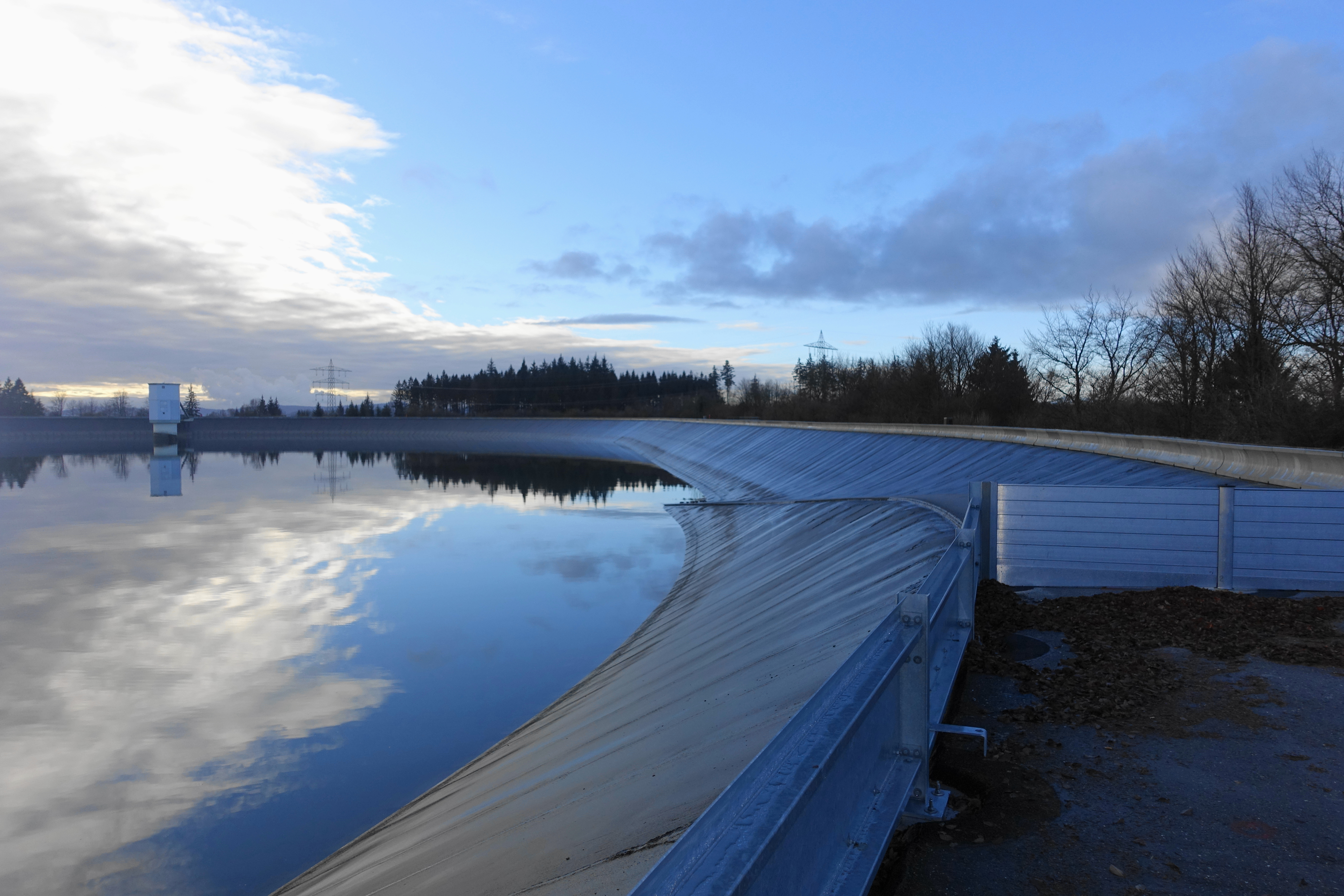
Wasserspeicher Eggbergbecken nach Erweiterung 2016

Im Jahr 1967 ging das Kavernenkraftwerk Säckingen, das durch das Eggbergbecken gespeist wird, ans Netz. Zeitgleich erfolgte die Inbetriebnahme der Lastverteilung/Schaltanlage Kühmoos, als Steuerungszentrale aller von der Schluchseewerk AG betriebenen Pumpspeicherkraftwerke. Im Jahr 1976 gingen außerdem das Kavernenkraftwerk Wehr mit dem Wehra- und dem Hornbergbecken ans Netz.
Infolge von Sanierungsmaßnahmen wurde der Schluchsee 1983 abgesenkt, was zahlreiche Schaulustige anlockte.
2004 haben die Schluchseewerk AG die technische und kaufmännische Betriebsführung für das Rheinkraftwerk Albbruck-Dogern übernommen. Dieses Laufwasserkraftwerk wurde im Dezember 2009 durch ein Wehrkraftwerk erweitert und liefert im Mittel 650 Millionen Kilowattstunden Strom pro Jahr. Den Stauraum des Rheinkraftwerks nutzt das Pumpspeicherwerk Waldshut als Unterbecken (siehe unten Schluchseegruppe).
Die Hauptverwaltung wurde Ende 2006 nach Laufenburg (Baden) verlegt.

### Pumpspeicherkraftwerk Atdorf

Übersicht Pumpspeicherkraftwerk Atdorf

Ende September 2008 veröffentlichte das Schluchseewerk Pläne für ein neues Pumpspeicherkraftwerk im Hotzenwald, das eine Leistung von 1400 Megawatt haben und bis 2018 realisiert werden sollte.
Bei Atdorf, etwa 500 m südlich des bisherigen Hornbergbeckens („Hornbergbecken I“), sollte das Hornbergbecken II als Oberbecken der neuen Anlage gebaut werden. Als Unterbecken sollte das Haselbecken im Haselbachtal zwischen dem Wehrer Ortsteil Brennet und dem Bergsee entstehen.
Umweltschützer lehnten „die geplante Anlage von zwei insgesamt 110 Hektar großen Seen sowie einer 75 Meter hohe Staumauer aus Beton wegen der Eingriffe in die Natur […] vehement ab.“

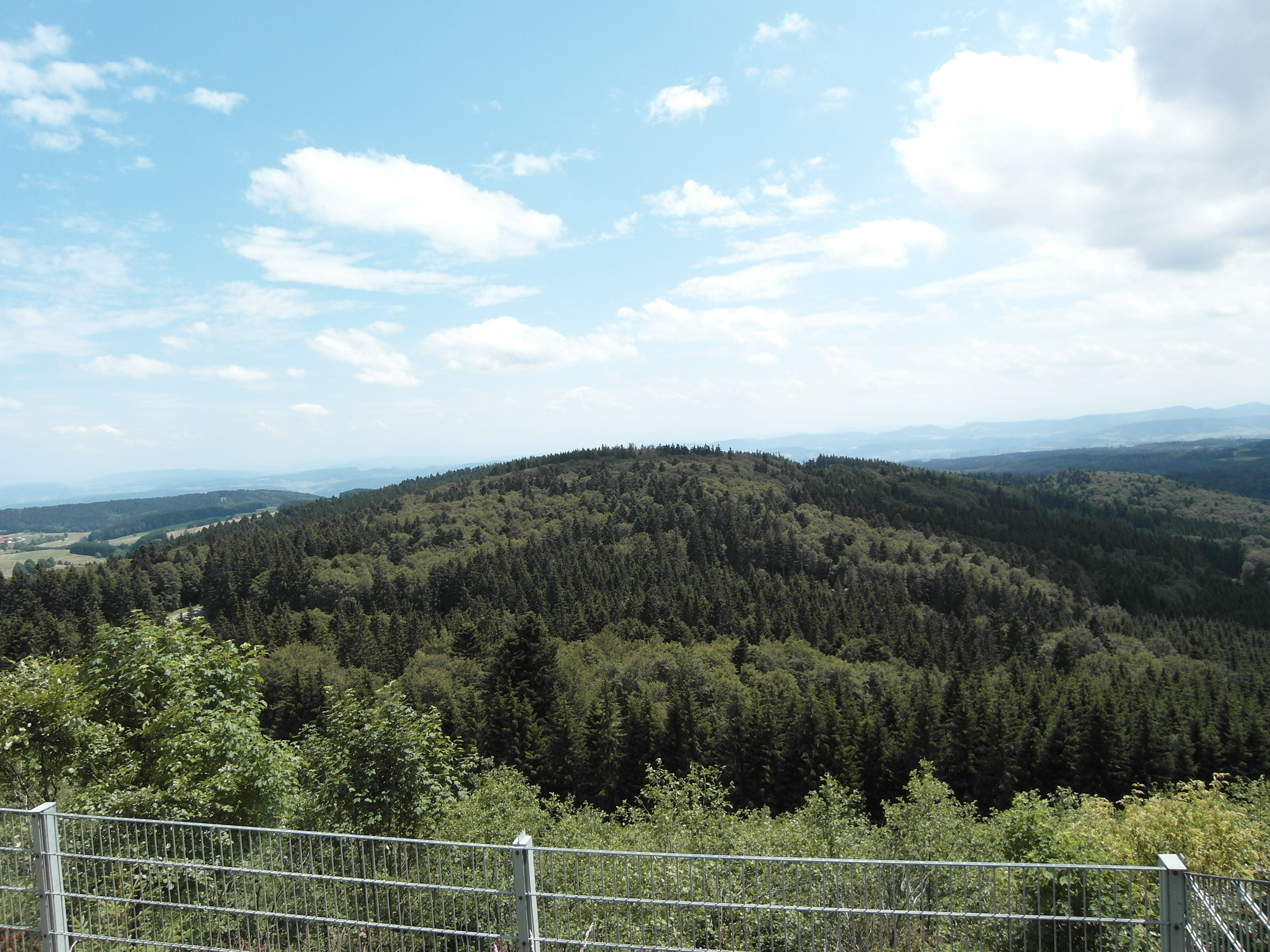
Geplanter Standort für den oberen Speichersee (Hornbergbecken II)

Nach Angaben des Bund für Umwelt und Naturschutz (BUND) Bad Säckingen 2010, waren nach dem „Regionalplan 2000 des Regionalverbandes Hochrhein-Bodensee […] zusätzlich zu den bestehenden Kraftwerken nach den Vorstellungen der Schluchseewerk AG auch die Kraftwerke Atdorf und Mühlengraben und im Schwarzenbächletal der Speicher Lindau geplant. […] Würde die Schluchseewerk AG nun also die Genehmigung zum Bau des PSW Atdorf bekommen, dann könn[t]en sie den leistungsfähigsten Baustein ihres Hotzenwaldkraftwerkes verwirklichen und im Nachgang gute Gründe für die Realisierung der noch fehlenden Bausteine vorbringen.“ Landesgeschäftsführer Berthold Frieß sah als „eigentliches Motiv“ nicht, „regenerative Energie zu erzeugen, sondern vielmehr ‚billigen Grundlaststrom teuer zu veredeln.‘ […] An oberster Stelle müsse die Frage stehen, ob ein solches Bauwerk in die Landschaft passe. Der Naturschutz habe nicht nur die Bedeutung eines ‚Beiwerks‘.“
Im April 2014 teilte die RWE AG, die zu 50 % an der Schluchseewerke AG beteiligt ist, ihren Ausstieg aus dem Projekt mit. Die RWE waren schon bei der Planung ihres Braunkohlengroßkraftwerks ‚Goldenberg‘ 1911 in Kontakt mit den Schluchseewerken und 1928 hälftiger Gründungseigner. „‚Wir haben einfach einen anderen Blick auf die momentane Situation‘ begründete RWE den Ausstieg. […] In Planung und Genehmigung flossen […] rund 60 Millionen Euro. Durch den Atomausstieg und die Energiewende mit dem Boom von Erneuerbaren Energien und sinkenden Börsenpreisen für Strom [.. waren 2014] die großen Versorger aber in schwierigem finanziellen Fahrwasser und unter wirtschaftlichem Druck.“ Dadurch erschienen Pumpspeicherkraftwerke in Zukunft „nicht profitabel“.
„Ob sich das Kraftwerk in Atdorf – das Projekt soll etwa 1,6 Millliarden Euro verschlingen – tatsächlich rechnen könnte, werde sich herausstellen, erklärte das [Umwelt-]Ministerium.“ Daraufhin betrieb die EnBW AG das Planfeststellungsverfahren allein weiter. Am 11. Oktober 2017 teilte auch die EnBW mit, das Projekt nicht weiterzuverfolgen.

## Anlagen

### Schluchseegruppe

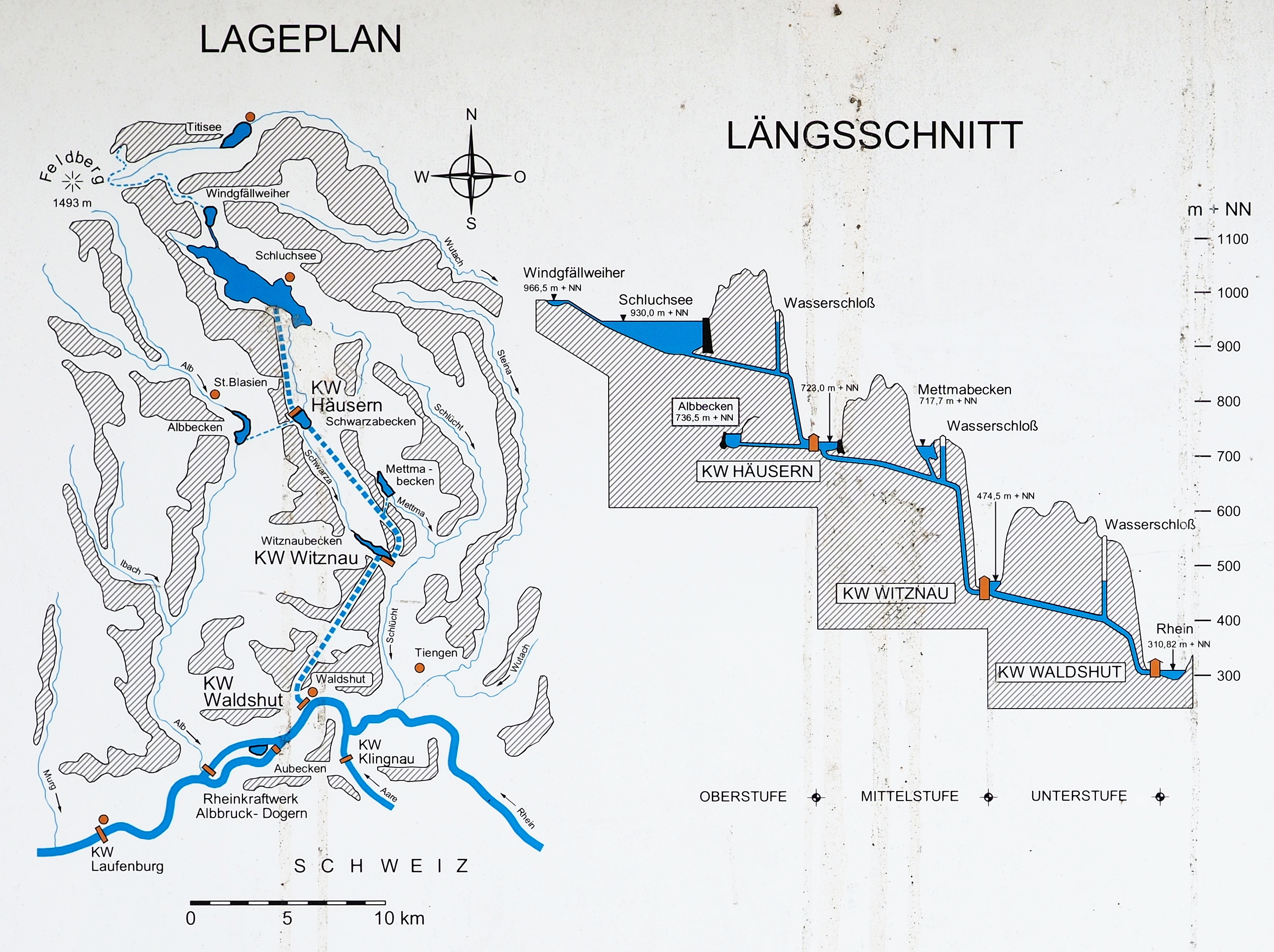
Übersicht Schluchseegruppe

Die Schluchseegruppe wird aus drei Pumpspeicherkraftwerken gebildet, die hintereinander kaskadiert sind und so zusammen den größten Wasserkraft-Komplex in Deutschland bilden. Die mittlere Fallhöhe der Gesamtanlage beträgt 610 m, die kumulierte Stollenlänge 24,853 km und die jährlich erzeugte Strommenge 520 Mio. kWh.
Im Turbinenbetrieb strömt Wasser aufgrund des topographischen Gefälles durch Druckstollen aus dem namensgebenden Schluchsee nacheinander zu den drei stromerzeugenden Kraftwerken und gelangt schließlich bei Albbruck in den Rhein. Umgekehrt wird im Pumpbetrieb unter Aufwendung elektrischer Energie Wasser aus dem Rhein in den 619 m höher gelegenen Schluchsee gepumpt. Die Druckstollen haben Durchmesser von mehr als vier Metern. Sie verfügen jeweils über ein Wasserschloss. Das Wasserschloss der Unterstufe ist mehr als 160 m hoch.
| Kraftwerk             | Leistung im Turbi- nen-/Pumpbetrieb | mittlere Fallhöhe | Oberbecken (Stauziel)                                      | Unterbecken (Stauziel)                                                                          | Bauzeit              |
| --------------------- | ----------------------------------- | ----------------- | ---------------------------------------------------------- | ----------------------------------------------------------------------------------------------- | -------------------- |
| Häusern (Oberstufe)   | 100 MW / 100 MW                     | 0200 m            | Schluchsee (930 m ü. NN)                                   | Schwarzabecken (723 m ü. NN), Albbecken (736,5 m ü. NN)                                         | 1929–1931, 19??–1941 |
| Witznau (Mittelstufe) | 220 MW / 128 MW                     | 0250 m            | Schwarzabecken (723 m ü. NN), Mettmabecken (717,5 m ü. NN) | Witznaubecken (474,5 m ü. NN)                                                                   | 1939–1943            |
| Waldshut (Unterstufe) | 150 MW / 080 MW                     | 0160 m            | Witznaubecken (474,5 m ü. NN)                              | Rheinstauraum des Rheinkraftwerks Albbruck-Dogern zusammen mit dem Aubecken (beide 311 m ü. NN) | 1942–1951            |

Bis zur endgültigen Fertigstellung der Kraftwerkskaskade bzw. der Mittelstufe Witznau wurde zwischen der Ober- und der Mittelstufe von 1931 bis 1950 das Kraftwerk Eichholz als Speicherkraftwerk betrieben.
| Kraftwerk | Leistung im Turbinenbetrieb | mittlere Fallhöhe | Oberbecken (Stauziel)        | Unterbecken                            | Betriebszeit |
| --------- | --------------------------- | ----------------- | ---------------------------- | -------------------------------------- | ------------ |
| Eichholz  | 035 MW                      | 0130 m            | Schwarzabecken (723 m ü. NN) | keines, Abfluss direkt in die Schwarza | 1931–1950    |

### Hotzenwaldgruppe
Die beiden voneinander unabhängigen, im Hotzenwald gelegenen Pumpspeicherkraftwerke bilden die sog. Hotzenwaldgruppe. Beide sind in Kavernenbauweise ausgeführt, und das Bad Säckinger Kraftwerk war das erste deutsche Pumpspeicherkraftwerk in Kavernenbauweise.
Die folgende Tabelle listet die beiden bestehenden Pumpspeicherkraftwerke mit ihren zugehörigen Speicherbecken und einigen technischen Daten auf:
| Kraftwerk     | Leistung im Turbi- nen-/Pumpbetrieb | mittlere Fallhöhe | Oberbecken (Stauziel)         | Unterbecken (Stauziel)                                                                                         | Bauzeit   |
| ------------- | ----------------------------------- | ----------------- | ----------------------------- | --- | --------- |
| Bad Säckingen | 360 MW / 300 MW                     | 0400 m            | Eggbergbecken (700 m ü. NN)   | Rheinstauraum Rheinkraftwerk Säckingen (289 m ü. NN), Rheinstauraum Kraftwerk Ryburg-Schwörstadt (281 m ü. NN) | 1961–1967 |
| Wehr          | 910 MW / 980 MW                     | 0625 m            | Hornbergbecken (1048 m ü. NN) | Wehrabecken (419 m ü. NN)                                                                                      | 1968–1976 |

Das Wehrabecken, aufgestaut durch die Wehratalsperre, besitzt zusätzlich ein Kleinwasserkraftwerk mit Durchströmturbine und einer Leistung von 1135 kW.

### Sonstiges
Die Schluchseewerk AG bewirtschaftet zudem 14 Speicherbecken, davon vier Rheinstauräume.
Zum Schluchseewerk gehört auch das Umspannwerk Kühmoos.
Seit dem 17. März 2017 lief die Stufe Häusern mit einer vorläufigen wasserrechtlichen Genehmigung. Die Neukonzessionierung der Oberstufe Schluchsee / Häusern wurde vom Regierungspräsidium Freiburg am 16. Januar 2018 entschieden.

## Anmerkung
1. ↑  Ausdehnung des geplanten Haslach–Gutach-Stausees bei Vollstau, mit der Wutachstaumauer unterhalb der Haslachmündung (3); zudem gekennzeichnet: Haslachtal (1), Gutachtal (2), Lenzkirch–Ruhbühl (4), Lenzkirch–Kappel (5), Hörnletunnel (6) der östlichen Höllentalbahn (7), Wutachtal (8).